# 西安郡 (西秦)
西安郡，中国西秦时设置的郡。

## 建置沿革
西秦乞伏熾磐時，分晉興郡置西安郡，領縣不可考，屬河州。永弘三年（430年），吐谷渾佔領西安郡。

## 太守
- 莫者幼眷，西秦乞伏暮末永弘二年（429年）據汧川叛。[1]